# Mettinahole, Hosadurga
Mettinahole là một làng thuộc tehsil Hosadurga, huyện Chitradurga, bang Karnataka, Ấn Độ.